# Calyptotheca biavicularia
Calyptotheca biavicularia is een mosdiertjessoort uit de familie van de Lanceoporidae. De wetenschappelijke naam van de soort is, als Emballotheca biavicularia, voor het eerst geldig gepubliceerd in 1929 door Ferdinand Canu en Ray Smith Bassler.